# Riemann-sejtés
A Riemann-sejtés, amelyet először Bernhard Riemann fogalmazott meg 1859-ben, egyetlen számelméleti tárgyú dolgozatában, a Riemann-féle zéta-függvény zérushelyeinek eloszlásával foglalkozik (és így a prímszámok lehető legegyenletesebb eloszlását állítja). Sokan (így például Erdős Pál is) az egész matematika legfontosabb problémájának, koronagyémántjának tartják. Egyike a Hilbert-problémáknak, és az egymillió dollárt érő millenniumi problémáknak is. A legtöbb matematikus igaznak tartja, bár például John Edensor Littlewood és Atle Selberg hangoztatott kétségeket.
A Riemann-féle zéta-függvény ζ(s) egyváltozós, komplex számokon értelmezett függvény, értelmezési tartománya a teljes komplex számsík, s = 1 kivételével. Ha s>1 valós szám, akkor a konvergens
{\displaystyle \zeta (s)=\sum _{n=1}^{\infty }{\frac {1}{n^{s}}}}
sor állítja elő, ez még akkor is konvergens, ha s komplex, de valós része 1-nél nagyobb. Így például az ismert Euler-féle formula miatt ζ(2)=π²/6. Ha s valós része nem 1-nél nagyobb, akkor analitikus folytatással kapjuk a függvény értékeit.
Vannak úgynevezett triviális gyökhelyei a negatív páros számokban, azaz az s = −2, s = −4, s = −6, … értékeknél. A Riemann-sejtés a nem triviális esetekkel foglalkozik, és kimondja:
A Riemann-féle ζ-függvény minden nem triviális gyökének a valós része 1/2.
Tehát a nemtriviális gyökök az 1/2 + it alakú számokból álló úgynevezett kritikus egyenesen vannak, ahol t valós szám és i a képzetes egység.

## Ekvivalens állítások
Számos, elsőre egyszerűnek tűnő állítás valójában ekvivalens a Riemann-hipotézissel, például:
1. minden {\displaystyle n\geq 100} természetes számra teljesül
ahol {\displaystyle [1,2,\dots ,n]} az első {\displaystyle n} szám legkisebb közös többszörösét jelöli.

2. Robin tétele: Guy Robin 1984-ben bizonyította, hogy a következő állítás: 
 ahol σ(n) az osztóösszegfüggvény, és γ az Euler–Mascheroni-állandó; szintén ekvivalens a Riemann-sejtéssel.
3. Lagarias tétele: 2002-ben Jeffrey Lagarias megmutatta, hogy a Riemann-sejtés ekvivalens a σ(n) osztóösszegfüggvényre vonatkozó következő felső becsléssel:
minden n természetes számra, ahol Hn a harmonikus sorozat ({\displaystyle H_{n}\ :=\ \sum _{i=1}^{n}{\frac {1}{i}}}).

## A Riemann-féle zéta-függvény

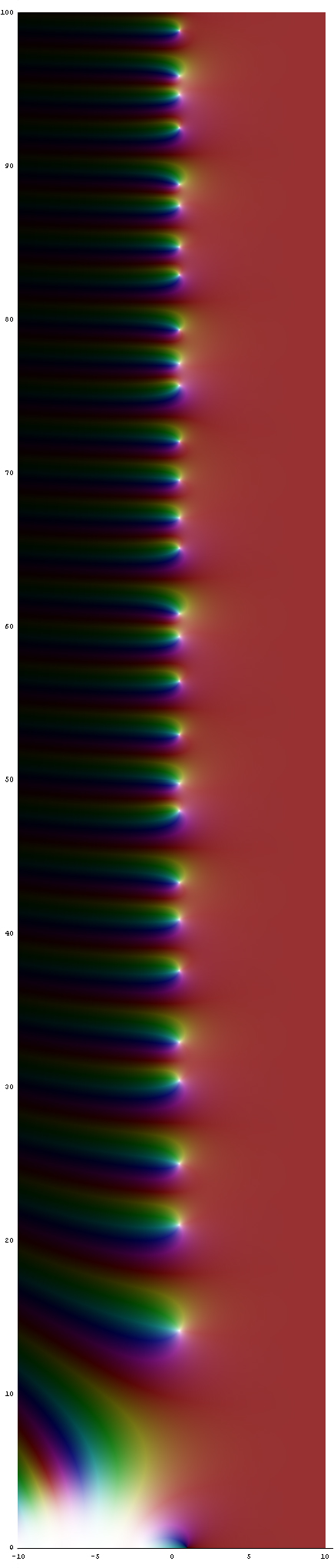
A Riemann-féle zéta-függvény a komplex síkon, vízszintesen és függőlegesen. A ½ gyököket egy fehér pontsor jelöli.

A Riemann-féle zéta-függvény egy komplex értékű függvény. Definíciója a komplex sík {\displaystyle \operatorname {Re} (s)>1} tartományán a következő:
{\displaystyle \zeta (s)=\sum _{n=1}^{\infty }{\frac {1}{n^{s}}}=1+{\frac {1}{2^{s}}}+{\frac {1}{3^{s}}}+{\frac {1}{4^{s}}}+\cdots }
ahol s a komplex szám. Ezt a függvényt kiterjesztik a komplex síkra, kivéve az egyet, ahol pólusa van.
Fontos tulajdonsága, hogy kapcsolódik a prímszámokhoz, továbbá összekapcsolja a komplex függvénytant a számelmélettel, és rá alapul a Riemann-sejtés. Mindezek miatt a sejtésnek számos következménye van a számelmélet különböző területein.
Leonhard Euler 1748-ban ezzel az összefüggéssel mutatta meg a kapcsolatot:
{\displaystyle \zeta (s)=\sum _{n=1}^{\infty }{\frac {1}{n^{s}}}=\prod _{p\ {\text{prim}}}{\frac {1}{1-{\frac {1}{p^{s}}}}}={\frac {1}{\left(1-{\frac {1}{2^{s}}}\right)\left(1-{\frac {1}{3^{s}}}\right)\left(1-{\frac {1}{5^{s}}}\right)\cdots }}}
ahol a {\displaystyle \Pi _{p}} végtelen szorzat befutja a prímszámokat. Ez az összefüggés a számelmélet alaptételének és a mértani sor összegképletének közvetlen következménye.
Ezzel a képlettel a Riemann-féle zéta-függvény a teljes komplex síkra kiterjeszthető, kivéve az {\displaystyle s=1} egyszeres pólust, tehát meromorf függvényt kapunk.
{\displaystyle \zeta (s)={\frac {1}{\Gamma (s)}}\left({\frac {1}{s-1}}-{\frac {1}{2s}}+\sum \limits _{n=2}^{\infty }{\frac {B_{n}}{n!}}{\frac {1}{s+n-1}}+\int \limits _{1}^{\infty }{\frac {x^{s-1}}{e^{x}-1}}\mathrm {d} x\right)},
ahol {\displaystyle \Gamma } a teljes gammafüggvény, és {\displaystyle B_{n}} a Bernoulli-számok. Az első néhány Bernoulli-szám:
{\displaystyle B_{0}=1,\;B_{1}=-1/2,\;B_{2}=1/6,\;B_{3}=0,\dots }

## Jelentősége

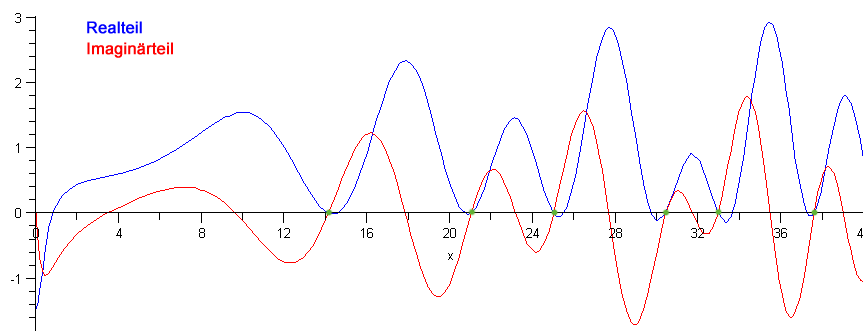
A zéta-függvény értékei a Re(s) = 1/2 kritikus egyenesen

### Kapcsolat a prímszámokkal
Már Riemann is felismerte a zéta-függvény és a prímszámok közötti kapcsolatot. Cikkében analitikus kifejezést keresett a prímszámláló függvényre. A kapcsolathoz a következő képletből indult ki:
{\displaystyle \zeta (s)=\prod _{p\ \mathrm {prim} }{\frac {1}{1-p^{-s}}},}
Ennek logaritmusát véve:
{\displaystyle \log \zeta (s)=\sum _{p\ \mathrm {prim} }\sum _{n=1}^{\infty }{\frac {p^{-ns}}{n}}}
Végül az
{\displaystyle p^{-ns}=s\int \limits _{p^{n}}^{\infty }x^{-s-1}\mathrm {d} x}
integrállal sikerült Riemann-nak a zéta-függvény logaritmusát analitikusan kifejeznie. Ehhez
{\displaystyle \Pi (x)=\sum _{p^{n}<x}{\frac {1}{n}}}
ami minden x-nél kisebb prímhatványra összegzi az {\displaystyle 1/n}-t. Például,
{\displaystyle \Pi (20)=\underbrace {\left(1+{\frac {1}{2}}+{\frac {1}{3}}+{\frac {1}{4}}\right)} _{2^{1},2^{2},2^{3},2^{4}<20}+\underbrace {\left(1+{\frac {1}{2}}\right)} _{3^{1},3^{2}<20}+\underbrace {(1)} _{5^{1}<20}+\underbrace {(1)} _{7^{1}<20}+\underbrace {(1)} _{11^{1}<20}+\underbrace {(1)} _{13^{1}<20}+\underbrace {(1)} _{17^{1}<20}+\underbrace {(1)} _{19^{1}<20}={\frac {115}{12}}}
Ez egy lépcsős függvény. Így {\displaystyle \log \zeta (s)} integrálképlete:
{\displaystyle \log \zeta (s)=\sum _{p\ \mathrm {prim} }\sum _{n=1}^{\infty }{\frac {p^{-ns}}{n}}=s\sum _{p\ \mathrm {prim} }\sum _{n=1}^{\infty }{\frac {1}{n}}\int \limits _{p^{n}}^{\infty }x^{-s-1}\mathrm {d} x=s\int \limits _{0}^{\infty }x^{-s-1}\Pi (x)\mathrm {d} x.}
A Fourier-analízis mestereként Riemann inverz Mellin-transzformációval a következőre jutott:
{\displaystyle \Pi (x)={\frac {1}{2\pi i}}\int \limits _{c-i\infty }^{c+i\infty }{\frac {\log \zeta (s)}{s}}x^{s}\mathrm {d} s}
ahol c > 1. A továbbiakban a kszí-függvénnyel kezdett el foglalkozni:
{\displaystyle \xi (s)={\frac {1}{2}}s(s-1)\pi ^{-s/2}\Gamma \left({\frac {s}{2}}\right)\zeta (s)}
Innen már egyszerű volt a második nem triviális kifejezést megkapnia {\displaystyle \log \zeta (s)}-re:
{\displaystyle \log \zeta (s)=\sum _{\rho }\log \left(1-{\frac {s}{\rho }}\right)-\log 2-\log \Gamma \left(1+{\frac {s}{2}}\right)+{\frac {s}{2}}\log \pi -\log(s-1).}
A továbbiakban ezt behelyettesítette {\displaystyle \log \zeta (s)} helyére:
{\displaystyle \Pi (x)={\frac {1}{2\pi i}}\int \limits _{c-i\infty }^{c+i\infty }{\frac {\log \zeta (s)}{s}}x^{s}\mathrm {d} s.}
Ennek nehézkes kiértékelése ellenére sikerült a következőre jutnia:
{\displaystyle \Pi (x)=\mathrm {Li} (x)-\sum _{\rho }\mathrm {Li} (x^{\rho })-\log 2+\int \limits _{x}^{\infty }{\frac {\mathrm {d} t}{t(t^{2}-1)\log t}},}
ahol {\displaystyle \mathrm {Li} \,x=\int _{2}^{x}{\frac {\mathrm {d} t}{\log t}}} az integrállogaritmus. Ezután egy Möbius-inverzióval összekapcsolta a {\displaystyle \pi (x)} és a {\displaystyle \Pi (x)} függvényeket:
{\displaystyle {\pi (x)=\sum _{n=1}^{\infty }{\frac {\mu (n)}{n}}\Pi (x^{1/n})=\Pi (x)-{\frac {1}{2}}\Pi (x^{1/2})-{\frac {1}{3}}\Pi (x^{1/3})-{\frac {1}{5}}\Pi (x^{1/5})+{\frac {1}{6}}\Pi (x^{1/6})-\cdots },}
ami egy mélyebb összefüggést ad a prímszámok és a zéta-függvény gyökei között.
Megjegyzés: Numerikus számítás esetén a Riemann-képletben az összegben {\displaystyle \mathrm {Li} (x^{\rho })}-t {\displaystyle \mathrm {Ei} (\rho \log x)}-szel kell helyettesíteni, ahol {\displaystyle \mathrm {Ei} (x)} a komplex integrálexponenciális függvény, mivel {\displaystyle x^{\rho }} kiértékelésekor a logaritmus főágára nem biztos, hogy teljesül {\displaystyle \log x^{\rho }=\rho \log x}, így hamis eredményre jutnánk.

### Következmények
Ha a Riemann-sejtés igaz, akkor a prímszámok számának becslése pontosítható:
(Helge von Koch 1901):
{\displaystyle \pi (x)=\mathrm {Li} \,x+{\mathcal {O}}({\sqrt {x}}\cdot \log x)}
Sőt, Koch eredménye ekvivalens a Riemann-sejtéssel. Az előbbi összefüggés egy másik alakja:
{\displaystyle |\pi (x)-\mathrm {Li} \,x|<K{\sqrt {x}}\cdot \log x}
egy {\displaystyle K>0} konstans erejéig, és ennek egy szigorú gyengítése (ami nem ekvivalens):
{\displaystyle \pi (x)=\mathrm {Li} \,x+{\mathcal {O}}(x^{{\frac {1}{2}}+\varepsilon })}
tetszőleges {\displaystyle \varepsilon >0}-ra.
Az analitikus számelméletben sok eredmény, sőt a kriptográfiában is fontos gyors prímtesztek is csak a Riemann-sejtést feltéve vannak bizonyítva. Michael Berry fizikus szerint a zéta-függvény komplex gyökeiben kódoltan megjelennek a prímszámok eloszlásának fluktuációi az aszimptotikus logaritmikus eloszlás körül. A pontos eloszlás ismeretében pontosabb kijelentések tehetők arról, hogy egy tartományban mennyi prímszám van.
A sejtés egy különben kaotikusan viselkedő függvény egy szimmetriatulajdonságáról szól. A zéta-függvény kaotikusságát mutatja, hogy minden, az azonosan nullától különböző analitikus függvényt egy 1/4 sugarú körben approximál. Ez a szimmetria maga valószínűleg egy alapvető elméletet rejt, ahogy például a nagy Fermat-tétel is az elliptikus görbék moduláris függvényekkel való paraméterezését, amit a Langlands-program vizsgált.

## Története

### Eredete
A sejtést Bernhard Riemann vetette fel, amikor a zéta- és a gammafüggvény szorzatát tanulmányozta. Ez írható az
{\displaystyle \xi (s)=\pi ^{-{\frac {s}{2}}}\;\Gamma \left({\frac {s}{2}}\right)\zeta (s)},
alakban. Erről Riemann kiderítette, hogy invariáns arra, hogy felcseréljük az {\displaystyle s}-t {\displaystyle (1-s)}-sel. Más szavakkal, megfelel az
{\displaystyle \!\ \xi (s)=\xi (1-s).}
függvényegyenletnek. Az {\displaystyle s=1/2+it} helyettesítéssel nyerte a következőt minden {\displaystyle t\in \mathbb {C} }-re:
{\displaystyle \!\ \xi (1/2+it)=\xi (1/2-it).}
Ennek a tükrözésnek a tengelye az 1/2 valós részű komplex számok egyenese, ami pontonként fix. Riemann ugyan valós gyökökről írt, de ezzel arra gondolt, hogy az {\displaystyle s=1/2\pm it} kritikus sávban a
{\displaystyle \xi (s)=\xi (1/2\pm it)=0}
egyenlet csak valós t-kre oldható meg.

### Gyökmentes tartomány
Az analitikus számelméletben a komplex számokat általában s=σ+ti alakban szokták felírni, tehát σ a valós rész, t a képzetes rész.
A sejtés tehát az, hogy a 0≤σ≤1 sávba eső gyökökre σ=½ teljesül. Először Jacques Hadamard és Charles Jean de la Vallée-Poussin igazolta, hogy nincs a σ=1 egyenesen gyök. Ebből már következik a prímszámtétel és mint utóbb kiderült, ekvivalens is vele. De la Vallée Poussin azt is igazolta, hogy ha s=σ+ti, akkor
teljesül.
Ezt Littlewood javította meg 1922-ben:
A következő eredményt Korobov és Vinogradov adta 1958-ban:
minden ε>0-ra.
A legjobb eredmény szerint ha |t| ≥ 3, akkor
{\displaystyle \sigma <1-{\frac {1}{57{,}45(\log {|t|})^{3/2}(\log {\log {|t|}})^{1/3}}}.}

### Általánosítási kísérlet
Pólya György 1919-ben felállította azt az erősebb sejtést, hogy tetszőleges x természetes számra azon {\displaystyle n\leq x} számok száma, amiknek páratlan sok prímtényezője van (összesen), legalább annyi, mint amennyinek páros. Ezt C. Brian Haselgrove 1958-ban megcáfolta, nem igaz például x=906 180 359-re.

### Hamis riasztások
- 1885-ben Stieltjes rövid jegyzetet publikált a párizsi akadémia Comptes Rendusjében és egy Hermite-nek írt levelében megerősítette, hogy bebizonyította a Mertens-sejtést, ami erősebb, mint a Riemann-sejtés. Bizonyítást azonban haláláig nem publikált, és jegyzetei között sem találták nyomát.
- A kiváló matematikus, Johan Jensen 1899-es cikkében megemlítette, hogy bebizonyította a Riemann-sejtést.
- 1943-ban Hans Rademacher az utolsó pillanatban vonta vissza cikkét a Transactions of the American Mathematical Society c. folyóiratból, miután Siegel megtalálta a hibát.
- 1961-ben az odesszai egyetem folyóiratában publikálta hibás bizonyítását N. I. Gavrilov. Később külön brosúrában majd könyvben is megjelentette, az ogyesszai illetve a lembergi egyetem kiadásában.
- 2004. június 8-án a Purdue Egyetem sajtóközleményében jelentette be Louis de Branges, hogy fáradozásai sikerrel jártak: bizonyítását feltette a világhálóra. Sajnos ebben egy olyan megközelítést használt, amelynek a cáfolatát már 1998-ban bemutatták.[5] De Branges ezen kívül még számos hibás bizonyítást adott az invariáns alterek problémájára, a mérhető számosságok nemlétezésére és a Riemann-sejtésre. A Bieberbach-problémára adott 1984-es bizonyítása azonban utóbb helyesnek (pontosabban javíthatónak) bizonyult.
- 2007-ben tette közzé a Riemann-sejtés cáfolatát Tribikram Pati. Bizonyítását hibásnak mutatta ki például Bernhard Johann Krötz.[6]

## Általánosításai
Az általánosított Riemann-sejtésen rendszerint a következőt értik:
Tetszőleges Dirichlet-karakterhez tartozó Dirichlet-sor analitikus folytatásának
{\displaystyle L(s,\chi )=\sum _{n=1}^{\infty }{\frac {\chi (n)}{n^{s}}},}
a {\displaystyle 0\leq \operatorname {Re} (s)\leq 1} kritikus sávban az összes gyökére teljesül, hogy {\displaystyle \operatorname {Re} (s)=1/2.} Ennek a Riemann-sejtés egy speciális esete. Andrew Granville belátta, hogy ez az általánosított Riemann-sejtés ekvivalens a Goldbach-sejtéssel.

## Kapcsolatai más sejtésekkel
Az analitikus számelméletben más sejtések is kapcsolatba hozhatók a Riemann-sejtéssel.
A Merstens-sejtés azt állítja, hogy {\displaystyle \textstyle \left|M(n)\right|=\left|\sum _{k=1}^{n}\mu (k)\right|<{\sqrt {n}}} minden {\displaystyle n>1}-re. Itt {\displaystyle \mu } a Möbius-függvény és {\displaystyle M} a Mertens-függvény. A Riemann-sejtésnél szigorúbb sejtést 1985-ben megcáfolták.
Arnaud Denjoy valószínűségi értelmezést adott a Riemann-sejtésnek. Legyen {\displaystyle \mu (k)} egy véletlen sorozat az (1, -1) elemekből egyenlő valószínűséggel. Ekkor minden {\displaystyle \varepsilon >0}-ra
{\displaystyle \left|M(x)\right|=\left|\sum _{k\leq x}\mu (k)\right|={\mathcal {O}}(x^{1/2+\varepsilon })}
ami azt jelenti, hogy a nullától való távolság legfeljebb olyan gyorsan nő, mint {\displaystyle x^{1/2+\varepsilon }}. Ha itt {\displaystyle \mu } a Möbius-függvény, akkor a Riemann-hipotézis ekvivalens azzal, hogy ez az aszimptotikus növekedés az összegre is érvényes.(Littlewood 1912) Littlewood továbbá azt is belátta, hogy a Riemann-sejtés a következővel is ekvivalens: Minden {\displaystyle \varepsilon >0} esetén a {\displaystyle M(x)x^{-{\frac {1}{2}}-\varepsilon }} tart a nullához, ha x {\displaystyle \infty } tart a végtelenhez. A Riemann-hipotézis értelmezhető úgy, hogy a Möbius-függvény eloszlása véletlenszerű.
Továbbá következik egy korlát is a prímszámtétel hibájának növekedésére. Koch eredménye azonban ekvivalens a Riemann-hipotézissel.
A következőből következik a Riemann-hipotézis:
{\displaystyle \left|{\pi (x)-\operatorname {Li} (x)}\right|={\mathcal {O}}({\sqrt {x}}\cdot \log(x))}
A Lindelöf-sejtés a zéta-függvény növekedéséről a kritikus egyenes mentén gyengébb a Riemann-sejtésnél, de nincs bizonyítva.
Riesz Marcell 1916-ban megmutatta az ekvivalenciát a Riesz-függvény aszimptotikus viselkedésével kapcsolatos sejtéssel. Jerome Franel 1924-ben egy Farey-sorokról tett kijelentéssel kapcsolatban bizonyított ekvivalenciát. Ez azt állítja, hogy a (0,1) intervallum racionális számainak rendezése lineáris formába és a Farey-sorok sorrendje egy jóldefiniált matematikai értelemben annyira eltér, amennyire csak lehet.
Jeffrey Lagarias 1992-ben egy ekvivalens sejtést fogalmazott meg az elemi számelmélet eszközeivel.

## Bizonyítási ötletek a fizikából
A bizonyítás újabb ötletei a fizikából származnak. Már David Hilbertnek és Pólya Györgynek feltűnt, hogy a Riemann-sejtés következne abból, hogy ha a gyökök egy (1/2 + i T) operátor sajátértékei lennének, ahol T hermitikus, tehát minden sajátértéke valós, mint a kvantummechanika Hamilton-operátorainak. Az 1970-es években Hugh Montgomery beszélgetve Freeman Dysonnal arra jutott, hogy az egymást követő gyökök távolsága hasonló eloszlást mutat, mint a véletlen unitérmátrixok sajátértékei. Ezt Andrew Odlyzko numerikus számításokkal megerősítette.
Az 1990-es években fizikusok is, mint Michael Berry keresték az ezeket megalapozó rendszert, a kvantumkáosz elméletének rendszerében. Ez további támogatást kapott a Riemann-féle zéta-függvény explicit képleteinek és a Selberg-nyomformuláinak analógiájától, ami egy Riemann-felületen értelmezett Laplace-Beltrami-operátor sajátértékeit hozza kapcsolatba a zárt geodetikus görbék hosszával, és a kvantumkáosz Gutzwiller-képletével. Ez összekapcsolja egy klasszikus kaotikus rendszer, mint kvantummechanikai rendszer sajátértékeket (energiákat) a klasszikus eset periodikus pályáival. Ezek a nyomformulák azonosságot fejeznek ki a gyökök, pályaperiódusok és sajátértékek között.
Az Alain Connes által 1996-ban megadott operátor gyorsan illeszkedik. Mindazonáltal nem tudta kizárni a kritikus egyenesen kívüli gyökök létét.
Egy további, a fizikából származó ötlet a Jang-Li-gyökök, amelyek a statikus mechanika analitikus folytatásának állapotösszegei. Jang Csen-ning és Li Cseng-tao bizonyították Pólya György egy eredményéből, hogy bizonyos modellek esetén a gyökök egy körön, más modellekben egy egyenesen helyezkednek el. A gyökök helye a fázisátmenetek alatti viselkedést határozza meg, hasonlóan, mint a Riemann-féle zéta-függvény a prímek elhelyezkedését.
Ezek mögött a következő analógia rejlik: A prímszámok elemi részecskék, amelyek a szorzás által kölcsönhatásba lépnek egymással, és így építik fel az összetett számokat. Ezzel együtt mindegyiket az összeadás építi fel. A zéta-függvényben ez a két aspektus összekapcsolódik.
Freeman Dyson 2009-ben az egydimenziós kvázikristályokkal hozta kapcsolatba a sejtést.

## Fordítás
- Ez a szócikk részben vagy egészben  a   Riemannsche Vermutung című német Wikipédia-szócikk fordításán alapul.  Az eredeti cikk szerkesztőit annak laptörténete sorolja fel. Ez a jelzés csupán a megfogalmazás eredetét és a szerzői jogokat jelzi, nem szolgál a cikkben szereplő információk forrásmegjelöléseként.